# Marcelo Ramírez
Marcelo Antonio Ramírez Gormaz (født 29. maj 1965 i Santiago, Chile) er en tidligere chilensk fodboldspiller (målmand).
Ramírez tilbragte, udover et kortvarigt ophold hos Naval, hele sin karriere hos Colo-Colo i sin fødeby. Her var han med til at vinde hele syv chilenske mesterskaber og fem pokaltitler.
Ramírez spillede desuden 37 kampe for det chilenske landshold. Han repræsenterede sit land ved VM i 1998 i Frankrig. Han var dog reserve for førstevalget Nelson Tapia under hele turneringen, hvor chilenerne blev slået ud i 1/8-finalen.